# Prefix radiofònic
Els prefixos radiofònics són prefixos utilitzats per la International Amateur Radio Union (IARU) per designar els diferents països i territoris, i als radioaficionats que transmeten des d'ells. Segueixen les assignacions establertes per la Unió Internacional de Telecomunicacions, una agència de l'Organització de les Nacions Unides que coordina l'espai radioelèctric mundial que utilitzen totes les estacions emissores.

## Prefixos per país
- Yaa-Yaz Afganistan
- T6A-T6Z Afganistan
- Zaa-ZAZ Albània
- Y2A-Y9Z Alemanya
- DAA-DRZ Alemanya
- C3A-C3Z Andorra
- D2A-D3Z Angola
- V2A-V2Z Antigua i Barbuda
- PJA-PJZ Antilles Holandeses
- P4A-P4Z Antilles Holandeses
- 8ZA-8ZZ Aràbia Saudita
- 7ZA-7ZZ Aràbia Saudita
- HZA-HZZ Aràbia Saudita
- 7RA-7RZ Algèria
- 7TA-7YZ Algèria
- AYA-Azz Argentina
- LOA-LWZ Argentina
- L2A-L9Z Argentina
- Eka-EKZ Armènia
- P4A-P4Z Aruba
- AXA-AXZ Austràlia
- VHA-VNZ Austràlia
- VZA-VZZ Austràlia
- OEA-OEZ Àustria
- 4JA-4KZ Azerbaidjan
- C6A-C6Z Bahames
- A9A-A9Z Bahrain
- S2A-S3Z Bangladesh
- 8PA-8PZ Barbados
- V3A-V3Z Belize
- TYA-TYZ Benín
- A5A-A5Z Bhutan
- EUA-EWZ Belarús
- XYA-XZZ Birmània
- CPA-CPZ Bolívia
- T9A-T9Z Bòsnia i Hercegovina
- 8OA-8oz Botswana
- A2A-A2Z Botswana
- ZVA-ZZZ Brasil
- PPA-PYZ Brasil
- V8A-V8Z Brunei
- LZA-LZZ Bulgària
- ONA-OTZ Bèlgica
- XTA-XTZ Burkina Faso
- 9UA-9UZ Burundi
- D4A-D4Z Cap Verd
- Xua-XUZ Cambodja
- Tja-TJZ Camerun
- Cya-CZZ Canadà
- VAA-VGZ Canadà
- VXA-VYZ Canadà
- XJA-XOZ Canadà
- CFA-CKZ Canadà
- VOA-VEU Canadà
- TTA-TTZ Txad
- 3GA-3GZ Xile
- CAA-CEZ Xile
- XQA-XRZ Xile
- XSA-XSZ Xina
- 3HA-3UZ Xina
- BAA-BZZ Xina
- C4A-C4Z Xipre
- 5BA-5BZ Xipre
- P3a-P3Z Xipre
- H2A-H2Z Xipre
- 5JA-5KZ Colòmbia
- HJA-HKZ Colòmbia
- TNA-TNZ Congo
- P5A-P9Z Corea del Nord
- HMA-HMZ Corea del Nord
- D7A-D9Z Corea del Sud
- HLA-HLZ Corea del Sud
- DSA-DTZ Corea del Sud
- 6KA-6NZ Corea del Sud
- TUA-Tuz Costa d'Ivori
- TIA-Tiz Costa Rica
- TEA-TEZ Costa Rica
- 9AA-9AZ Croàcia
- CLA-CMZ Cuba
- T4a-T4Z Cuba
- COA-Coz Cuba
- QAA-QZZ Codi Q de senyals
- OUA-OZZ Dinamarca
- XPA-XPZ Dinamarca
- 5PA-5QZ Dinamarca
- J7A-J7Z Dominica
- HCA-HDZ Equador
- 6AA-6BZ Egipte
- SUA-SUZ Egipte
- SSA-SSM Egipte
- Ysa-YSZ El Salvador
- Hua-HUZ El Salvador
- A6A-A6Z Emirats Àrabs Units
- E3a-E3Z Eritrea
- OMA-OMZ Eslovàquia
- S5A-S5Z Eslovènia
- AMA-AOZ Espanya
- EAA-EHZ Espanya
- AAA-ALZ Estats Units d'Amèrica
- Waa-WZZ Estats Units d'Amèrica
- NAA-NZZ Estats Units d'Amèrica
- Kaa-KZZ Estats Units d'Amèrica
- ESA-ESZ Estònia
- 9EA-9FZ Etiòpia
- ETA-ETZ Etiòpia
- 3DN-3DZ Illes Fiji
- DUA-DZZ Filipines
- 4DA-4IZ Filipines
- OFA-OJZ Finlàndia
- TVA-TXZ França
- TMA-TMZ França
- Tka-TKZ França
- TOA-TQZ França
- THA-THZ França
- FAA-FZZ França
- HWA-HYZ França
- TRA-TRZ Gabon
- C5A-C5Z Gàmbia
- 4LA-4LZ Geòrgia
- 9GA-9GZ Ghana
- SVA-SZZ Grècia
- J4A-J4Z Grècia
- J3A-J3Z Grenada
- TGA-TGZ Guatemala
- TDA-TDZ Guatemala
- J5A-J5Z Guinea Bissau
- 3CA-3CZ Guinea Equatorial
- 3XA-3XZ Guinea
- 8RA-8RZ Guyana
- HHA-HHZ Haití
- 4VA-4VZ Haití
- PAA-Piz Països Baixos
- HQA-HRZ Hondures
- HGA-HGZ Hongria
- Haa-FES Hongria
- ATA-AWZ Índia
- FTA-VWZ Índia
- 8TA-8YZ Índia
- 8AA-8IZ Indonèsia
- 7AA-7IZ Indonèsia
- PKA-POZ Indonèsia
- YBA-YHZ Indonèsia
- JZA-JZZ Indonèsia
- HNA-HNZ Iraq
- YIA-YIZ Iraq
- EIA-EJZ Irlanda
- 9BA-9DZ Iran
- EPA-EQZ Iran
- TFA-TFZ Islàndia
- D6A-D6Z Illes Comores
- V7A-V7Z Illes Marshall
- H4A-H4Z Illes Solomon
- 4XA-4XZ Israel
- 4ZA-4ZZ Israel
- IAA-Izz Itàlia
- 6YA-6YZ Jamaica
- 8JA-8NZ Japó
- 7JA-7NZ Japó
- JAA-JSZ Japó
- JYA-JYZ Jordània
- UNA-UQZ Kazakhstan
- 5YA-5ZZ Kenya
- EXA-EXZ Kirguizstan
- T3a-T3Z Kiribati
- 9KA-9KZ Kuwait
- XWA-XWZ Laos
- Ila-YLZ Letònia
- 7PA-7PZ Lesotho
- D5A-D5Z Libèria
- A8A-A8Z Libèria
- 6ZA-6ZZ Libèria
- ELA-Elz Libèria
- 5LA-5MZ Libèria
- 5AA-5AZ Líbia
- Lya-LYZ Lituània
- LXA-LXZ Luxemburg
- ODA-ODZ Líban
- Z3A-Z3Z Macedònia del Nord
- 6XA-6XZ Madagascar
- 5RA-5SZ Madagascar
- 9WA-9WZ Malàisia
- 9MA-9MZ Malàisia
- 7QA-7QZ Malawi
- 8QA-8QZ Illes Maldives
- TZA-TZZ Mali
- 9HA-9HZ Malta
- CNA-CNZ Marroc
- 5CA-5GZ Marroc
- 3BA-3BZ Maurici
- 5ta-5TZ Mauritània
- V6A-V6Z Micronèsia
- ERA-ERZ Moldàvia
- JTA-JVZ Mongòlia
- C8A-C9Z Moçambic
- 6DA-6JZ Mèxic
- XAA-XIZ Mèxic
- 4AA-4CZ Mèxic
- 3AA-3AZ Mònaco
- V5A-V5Z Namíbia
- C2a-C2Z Nauru
- 9NA-9NZ Nepal
- HTA-HTZ Nicaragua
- H6A-H7Z Nicaragua
- YNA-YNZ Nicaragua
- 5NA-5OZ Nigèria
- Laa-LNZ Noruega
- 3YA-3YZ Noruega
- JWA-JXZ Noruega
- ZKA-ZMZ Nova Zelanda
- 5UA-5UZ Níger
- A4a-A4Z Oman
- 4UA-4UZ Organització de les Nacions Unides
- 4YA-4YZ Organització d'Aviació Civil Internacional
- C7A-C7Z Organització Meteorològica Mundial
- APA-ASZ Pakistan
- 6PA-6SZ Pakistan
- T8A-T8Z República de Palau
- H3A-H3Z Panamà
- Hoa-HPZ Panamà
- H8A-H9Z Panamà
- 3EA-3FZ Panamà
- P2A-P2Z Papua Nova Guinea
- Zpa-ZPZ Paraguai
- OAA-OCZ Perú
- 4a-4TZ Perú
- 3ZA-3ZZ Polònia
- HFA-HFZ Polònia
- SNA-SRZ Polònia
- CQA-cuz Portugal
- XXa-XXZ Portugal
- A7A-A7Z Qatar
- GAA-GZZ Regne Unit i Irlanda del Nord
- 2AA-2ZZ Regne Unit i Irlanda del Nord
- VPA-VSZ Regne Unit i Irlanda del Nord
- ZNA-ZOZ Regne Unit i Irlanda del Nord
- MAA-MZZ Regne Unit i Irlanda del Nord
- Zqa-ZQZ Regne Unit i Irlanda del Nord
- ZBA-ZJZ Regne Unit i Irlanda del Nord
- TLA-TLZ República Centreafricana
- OKA-Olz República Txeca
- HIA-HIZ República Dominicana
- 9XA-9XZ Ruanda
- YOA-YRZ Romania
- UAA-UIZ Rússia
- RAA-RZZ Rússia
- 5WA-5WZ Samoa
- V4A-V4Z Saint Christopher i Nevis
- T7A-T7Z San Marino
- J8A-J8Z Saint Vincent i les Grenadines
- J6A-J6Z Saint Lucia
- S9A-S9Z São Tomé i Príncipe
- 6VA-6WZ Senegal
- S7A-S7Z Seychelles
- 9LA-9LZ Sierra Leone
- S6A-S6Z Singapur
- 9VA-9VZ Singapur
- 6CA-6CZ Síria
- YKA-YKZ Síria
- 6OA-6OZ Somàlia
- T5A-T5Z Somàlia
- 4PA-4SZ Sri Lanka
- S8A-S8Z Sud-àfrica
- ZRA-ZUZ Sud-àfrica
- 6ta-6UZ Sudan
- SSN-STZ Sudan
- SAA-SMZ Suècia
- 8SA-8SZ Suècia
- 7SA-7SZ Suècia
- HEA-Hez Suïssa
- HBA-HBZ Suïssa
- PZA-PZZ Surinam
- 3DA-3DM Swazilàndia
- 3VA-3VZ Tunísia
- TSA-TSZ Tunísia
- EYA-Eyz Tajikistan
- 5HA-5IZ Tanzània
- HSA-HSZ Tailàndia
- E2A-E2Z Tailàndia
- 4WA-4WZ Timor Oriental
- 5VA-5VZ Togo
- A3A-A3Z Tonga
- 9YA-9ZZ Trinitat i Tobago
- EZA-Ezz Turkmenistan
- Yma-YMZ Turquia
- TAA-TCZ Turquia
- T2A-T2Z Tuvalu
- EMA-EOZ Ucraïna
- URA-UZZ Ucraïna
- 5XA-5XZ Uganda
- CVA-CXZ Uruguai
- UJA-UMZ Uzbekistan
- YJA-YJZ Vanuatu
- HVA-HVZ Vaticà
- I via-YYZ Veneçuela
- 4MA-4MZ Veneçuela
- XVa-XVZ Vietnam
- 3WA-3WZ Vietnam
- 7OA-7OZ Iemen
- J2a-J2Z Djibouti
- 4NA-4oz Iugoslàvia
- YZA-YZZ Iugoslàvia
- YTA-YUZ Iugoslàvia
- 9OA-9TZ Zaire
- 9IA-9JZ Zàmbia
- Z2A-Z2Z Zimbabwe